# Tynong
Tynong – miasto w Australii, w stanie Wiktoria.